# Maxim Anatoljewitsch Sokolow
Maxim Anatoljewitsch Sokolow (russisch Максим Анатольевич Соколов; * 27. Mai 1972 in Leningrad, Russische SFSR) ist ein ehemaliger russischer Eishockeytorwart und heutiger -trainer, der im Laufe seiner Karriere unter anderem für den SKA Sankt Petersburg, den HK Awangard Omsk, Metallurg Nowokusnezk und Sewerstal Tscherepowez in der Superliga und Kontinentalen Hockey-Liga gespielt hat. Zu Beginn der 2000er Jahre gehörte er zum Kader der russischen Nationalauswahl und nahm an insgesamt sechs Weltmeisterschaften sowie dem olympischen Eishockeyturnier 2006 teil.
Seit 2014 gehört er dem Trainerstab seines Heimatvereins SKA Sankt Petersburg an.

## Karriere
Maxim Sokolow begann seine Karriere 1992 bei SKA Sankt Petersburg in der ersten russischen Liga. Nach weiteren Stationen in der ersten russischen Liga bei Sewerstal Tscherepowez und HK Awangard Omsk kehrte er 2005 nach Sankt Petersburg zurück. Bei Metallurg Nowokusnezk stand Sokolow ab 2007 unter Vertrag, bevor er 2009 zu seinem Heimatverein zurückkehrte. Neben Einsätzen in der Kontinentalen Hockey-Liga für den SKA absolvierte Sokolow auch Partien für das Farmteam des SKA, den HK WMF Sankt Petersburg, in der Wysschaja Hockey-Liga. Im November 2010 wechselte Sokolow vorübergehend zum HK Traktor Tscheljabinsk, bevor er im Dezember des gleichen Jahres zu seinem Heimatverein, dem SKA Sankt Petersburg, zurückkehrte.
Ab Mai 2012 stand Sokolow bei Neftechimik Nischnekamsk unter Vertrag, ehe er seine Karriere im Mai 2013 beendete.

### International
Mit der russischen Nationalauswahl nahm Sokolow an sechs Weltmeisterschaften und dem olympischen Eishockeyturnier 2006 teil. Dabei gewann er bei der Weltmeisterschaft 2002 die Silber- und 2005 die Bronzemedaille. Zudem nahm er am World Cup of Hockey 2004 teil.

### Als Trainer
In der Saison 2013/14 war er als Torwarttrainer bei Atlant Moskowskaja Oblast tätig, ehe er zur folgenden Saison in gleicher Position zum SKA Sankt Petersburg wechselte. Zur Spielzeit 2015/16 wurde er zum Assistenztrainer befördert.
In der Saison 2016/17 ist er Assistenztrainer beim SKA-1946 Sankt Petersburg, dem Juniorenteam des SKA.

## Erfolge und Auszeichnungen
- 2004 Russischer Meister mit dem HK Awangard Omsk
- 2005 IIHF-European-Champions-Cup-Gewinn mit dem HK Awangard Omsk
- 2010 Spengler-Cup-Gewinn mit dem SKA Sankt Petersburg

### International
- 2002 Silbermedaille bei der Weltmeisterschaft
- 2002 Bester Torhüter der Weltmeisterschaft
- 2002 All-Star-Team der Weltmeisterschaft
- 2005 Bronzemedaille bei der Weltmeisterschaft